# Панамериканський чемпіонат з футболу
Панамериканський чемпіонат з футболу — міжнародне футбольне змагання, яке проводилося тричі. У ньому брали участь національні збірні, що належать до Панамериканської футбольної конфедерації, що об'єднувала національні команди країн КОНМЕБОЛ і КОНКАКАФ.

## Результати
| Год  | Господар   | Призери    | Призери        | Призери          |
| Год  | Господар   | Переможець | Срібний призер | Бронзовий призер |
| ---- | ---------- | ---------- | -------------- | ---------------- |
| 1952 | Чилі       | Бразилія   | Чилі           | Уругвай          |
| 1956 | Мексика    | Бразилія   | Аргентина      | Коста-Рика       |
| 1960 | Коста-Рика | Аргентина  | Бразилія       | Мексика          |

## По країнах
| Команда    | Золотих медалей | Срібних медалей | Бронзових медалей |
| ---------- | --------------- | --------------- | ----------------- |
| Бразилія   | 2               | 1               | 0                 |
| Аргентина  | 1               | 1               | 0                 |
| Чилі       | 0               | 1               | 0                 |
| Коста-Рика | 0               | 0               | 1                 |
| Мексика    | 0               | 0               | 1                 |
| Уругвай    | 0               | 0               | 1                 |